# 大和田建樹
大和田 建樹（おおわだ たけき、安政4年4月29日（1857年5月22日） - 明治43年（1910年）10月1日）は、日本の詩人、作詞家、国文学者。東京高等師範学校（現・筑波大学）教授。「鉄道唱歌」「故郷の空」「青葉の笛」などの作詞者として知られている。

## 経歴
1857年（安政4年）4月29日、伊予国宇和島に生まれた。父の大和田水雲は宇和島藩士であり、その影響で幼少期から書道・四書・和歌・俳句を学び、1869年（明治2年）には培寮に入学して漢学を学ぶ。同時期に穂積重樹や清家堅庭について国学や和歌を学ぶ。
1873年（明治6年）頃、翻訳書によって外国事情を知り、宇和島藩校明倫館卒業後、1876年（明治9年）広島外国語学校（後の広島県立広島国泰寺高等学校）に入学するも、1878年（明治11年）母の死亡のため退学（持病とも言われる）。1879年（明治12年）、東京に出て英語・ドイツ語・ラテン語といった外国語や博物学、哲学を学び、1880年（明治13年）交詢社の書記となり、1882年（明治15年）東京大学書記として勤務。1883年（明治16年）東京大学古典講習科の講師となり、1886年（明治19年）高等師範学校教授となるが、1891年（明治24年）に退職。以後は、明治女学校・立教女学校・早稲田中学校・静修女学校・青山女学院・女子語学校・跡見女学校などに出講しながら創作に専念。
1910年（明治43年）10月1日、脊髄炎のため 死去。享年53歳。

## 主な作品

### 唱歌
- 「舟あそび」（曲：奥好義）
- 「故郷の空」（曲：スコットランド民謡）
- 「青葉の笛」（曲：田村虎蔵）
- 「暁起」（曲：田中銀之助）
- 「あわれ少女」（曲：フォスター）
- 「四条畷」
- 「夢の外」
- 地理教育 鉄道唱歌 （作曲：上真行・多梅稚・田村虎蔵・納所弁次郎・吉田信太） 1900年
- 地理教育 世界唱歌 （作曲：納所弁次郎・多梅稚・山田源一郎・田村虎蔵） 1900年
- 海事教育 航海唱歌 （作曲：田村虎蔵・多梅稚・小山作之助・納所弁次郎） 1900年
- 日本文典唱歌 （作曲：小山作之助） 1901年
- 国民教育 忠勇唱歌1 楠公父子 （作曲：本元子＝小山作之助） 1901年
- 国民教育 忠勇唱歌2 四十七士 （作曲：牛銀子） 1901年
- 国民教育 忠勇唱歌3 豊太閤 （作曲：多梅稚） 1901年
- 国民教育 忠勇唱歌4 菅公 （作曲：多梅稚） 1901年
- 国民教育 忠勇唱歌5 牛若丸 （作曲：納所弁次郎） 1901年
- 春夏秋冬 花鳥唱歌 （作曲：本元子） 1901年
- 春夏秋冬 散歩唱歌 （作曲：多梅稚） 1901年
- 東京府民 公徳唱歌 （作曲：小山作之助） 1902年
- 満韓鉄道唱歌 （作曲：天谷秀） 1903年
- 戦争唱歌 （作曲：田村虎蔵） 1903年
- 戦争地理 満州唱歌 （作曲：田村虎蔵） 1904年
- 日露開戦唱歌 1904年
- 国民唱歌 日本海軍 （作曲：小山作之助） 1904年
- 家庭教育 運動唱歌 （作曲：田村虎蔵） 1905年
- 地理歴史教育 東京名所唱歌 （作曲：小山作之助） 1907年
- 地理教育 物産唱歌 （作曲：田村虎蔵） 1907年
- 地理教育 東洋一週唱歌 （作曲：田村虎蔵） 1908年
- 修身唱歌 二宮金次郎 （作曲：永井孝次） 1908年
- 詔書 勤倹の歌 （作曲：小松耕輔） 1908年
- 堺市水道唱歌 （作曲：田村虎蔵） 1910年
- 家庭運動唱歌 摘草 （作曲：田村虎蔵） 1910年

### 軍歌
- 「日本陸軍」（曲："開成館"深澤登代吉）
- 「日本海軍」（曲：小山作之助）
- 「黄海海戦」（「海軍軍歌」収録。曲：瀬戸口藤吉）
- 「威海衛襲撃」（同上）
- 「閉塞隊」（同上）
- 「日本海海戦」（同上）
- 「日本海夜戦」（同上）
- 「第六潜水艇の遭難」（同上）
- 「国旗軍艦旗」（同上）
- 「艦船勤務」（同上）
- 旅順陥落 祝捷軍歌 （作曲：田村虎蔵） 1904年
- 日露軍歌 （作曲：田村虎蔵） 1904年
- 日露軍歌第弐集・旅順口大海戦 （作曲：田村虎蔵) 1904年
- 征露軍歌 橘大佐 （作曲：納所弁次郎） 1904年
- 我が赤十字 （作曲：上真行） 1904年 「戦捷軍歌」収録

上記のほか、「海軍軍歌」に収められている「楠公父子」も大和田の作詞（作曲：瀬戸口藤吉）という説があるが、それを裏付ける資料はない。

### その他
- 「謡曲通解」
- 「雲井の曲」（曲：宮城道雄）
- 「埼玉県立浦和高等学校校歌」
- 「跡見学園女子大学校歌」
- 「大野市立 有終西小学校校歌」
- 「雙葉学園　(四谷・田園調布・横浜・静岡・福岡)　校歌」
- 「千葉県立成東高等学校（旧制成東中学）校歌」

※大和田は、雙葉高等女学校（現在の四谷雙葉）で教鞭をとり、源氏物語や和歌を教えていた。
また、札幌農学校（現北海道大学）校歌である「永遠の幸」（有島武郎作歌）の校閲も行っている。

## エピソード
- 大和田は速筆として知られ、国文学・随筆・紀行文・詩歌において多くの作品を残した。その総数は、97種150冊といわれている。また、門人も500人を有していた。
- 鐵道唱歌は企画者である市田元蔵に伴い実際に取材旅行を行い作られた作品であり、その様子は「車窓日記」として残されている。
- 『欧米名家詩集』では、理論と実際の両面から、全ての詩を七五調で訳出した[1]。
- 書き言葉と話し言葉の統合や短文表現の奨励など、作文教育にも力を注いだ[2]。

## 記念碑その他
- 東京新橋駅構内に「鉄道唱歌の碑」、宇和島駅前に「大和田建樹詩碑」がある[8]。
- 明倫館の後身といえる明倫小学校には、大和田自筆の額がある。